# Förstakammarvalet i Sverige 1939
Förstakammarvalet i Sverige 1939 var ett val i Sverige till Sveriges riksdags första kammare. Valet hölls i den tredje valkretsgruppen i september månad 1939 för mandatperioden 1940-1947.
Valet hölls i två valkretsar, utgörande den tredje valkretsgruppen: Södermanlands läns och Västmanlands läns valkrets och Blekinge läns och Kristianstads läns valkrets. Ledamöterna utsågs av valmän från de landsting som valkretsarna motsvarade. För de städer som inte ingick i landsting var valmännen stadsfullmäktige. 
Ordinarie val till den tredje valkretsgruppen hade senast ägt rum 1931.

## Valresultat
| Parti                | Parti                    | Partiledare             | Röster | Röster | Mandatfördelning | Mandatfördelning |
| Parti                | Parti                    | Partiledare             | Antal  | +−     | Antal            | +−               |
| -------------------- | ------------------------ | ----------------------- | ------ | ------ | ---------------- | ---------------- |
|                      | Socialdemokraterna       | Per Albin Hansson       | 97     | +18    | 11               | ▲3               |
|                      | Bondeförbundet           | Axel Pehrsson-Bramstorp | 25     | +6     | 3                | ▬                |
|                      | Högerns riksorganisation | Gösta Bagge             | 25     | -26    | 2                | ▼3               |
|                      | Folkpartiet              | Gustaf Andersson        | 20     | -1     | 2                | ▬                |
| Antal giltiga röster | Antal giltiga röster     | Antal giltiga röster    | 167    | -13    | 18               |                  |

### Invalda riksdagsledamöter
Södermanlands läns och Västmanlands läns valkrets:
- Gustaf Tamm, h
- Erik von Heland, bf
- Bo von Stockenström, fp
- Iwar Anderson, s
- Johan Bärg, s
- Carl Alger Härdin, s
- David Norman, s
- Carl Dahlström, s
- Viktor Larsson, s

Blekinge läns och Kristianstads läns valkrets:
- Johan Nilsson, h
- Arvid De Geer, bf
- Gustaf Elofsson, bf
- Elof Andersson, fp
- Robert Berg, s
- Nils Elowsson, s
- Jacob Hansson, s
- William Linder, s
- Hugo Witzell, s